# Klingengraben (Aschaff)
Der Klingengraben ist ein linker, periodischer Zufluss der Aschaff im Landkreis Aschaffenburg im bayerischen Spessart.

## Geographie

### Verlauf
Der Klingengraben entspringt im Schmerlenbacher Wald, zwischen Hösbach und Schmerlenbach am Gartenberg (309 m). Er fließt in nordwestliche Richtung, unterquert in Hösbach-Sand die Trasse der Main-Spessart-Bahn und fließt in eine Verrohrung. Sein Unterlauf ist durch den Ausbau der Bundesautobahn 3 und deren Einhausung stark verändert worden. So befindet sich seine heutige Mündung in die Aschaff etwa 300 m flussaufwärts an einer Fußgängerüberführung.
Der Klingengraben führt an trockenen Tagen kein Wasser.

### Flusssystem Aschaff
- Liste der Fließgewässer im Flusssystem Aschaff

## Einzelnachweise

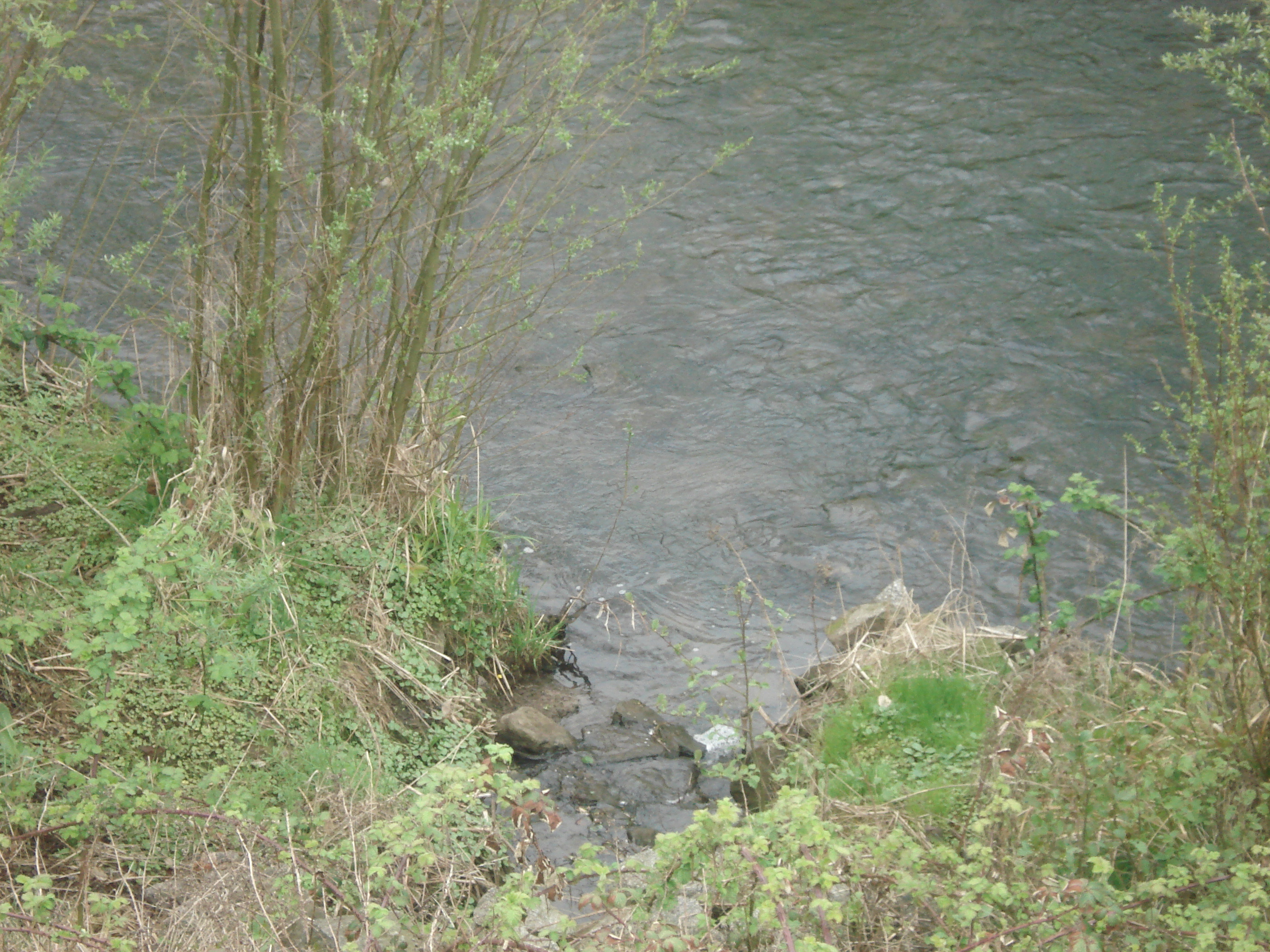
Der Klingengraben (vorne) mündet in die Aschaff